# 024号線 (チェコ)
チェコ国鉄024号線、別名ウースチー・ナド・オルリチー〜リフコフ～シチーティ／ミェンヅィレシェ線（チェコ語;Železniční trať Ústí nad Orlicí – Lichkov – Štíty/Międzylesie）は、LEOエクスプレス・テンダーズ社の鉄道線の名称である。
ウースチー〜リフコフ間は、1874年から1875年にかけて、オーストリア北西部鉄道の路線として開業した。ほぼ同時期に、リフコフ - ドルニー・リプカ - ハヌショヴィツェ間が、1873年から1874年にかけて、モラヴィア国境鉄道の路線として開業した。両社は合併して帝立王立国有鉄道となり、1899年にドルニー・リプカ〜シチーティ間が開業した。2019年末に、本線・支線とも運行がチェコ鉄道からLEOエクスプレス・テンダーズ社に移管された。
ウースチー - ドヴール間の本線は、チェコとポーランドのシロンスク地方を結ぶ路線としての役割を担っている。一方、ハヌショヴィツェ方面の支線は、土・日曜日のみ運行する。2015年以前は金曜日も運行していた。
本頁では、かつて025号線であったが、2023年度ダイヤでは024号線の一部として扱われているドルニー・リプカ_-_ハヌショヴィツェ線についても記載する。

## 運行形態

### 超特急「ユーロシティ(EC)」
- バルチック・エクスプレス号：　プラハ - ウースチー - リフコフ - グディニャ
一日4往復、4時間間隔での運行。ウースチー以西は010号線に、リフコフ以東はポーランド国鉄276号線に直通し、チェコとポーランドの下シロンスク地方を結ぶ役割を担っている。
過去の運行形態
  - 2014年度以前は、一日3.5往復が運行し、快速「スピェシニー(Sp)」、グラツェンシス号として運行していた。
2014年末に各駅停車に格下げとなった。
2019年末に、LEOエクスプレス・テンダーズ(LET)の種別で、「オルリツェ」号の愛称で運行を再開した。金曜日にヴロツワフ行片道1本が、土・休日に一日1往復が運行していた。停車駅は、現在と同様レトフラドとヤブロンネーのみとなった。
2020年末に、月曜日にプラハ行片道1本の運行を開始し、ドルニー・リブハヴィとドルニー・ドブロウチ以東の各駅が停車駅に追加された。
2021年末に休止。
2025年度より、ユーロシティ(EC)「バルチック・エクスプレス」として運行を開始した。レトフラドとヤブロンネー以外は通過となった。

### 普通
- ウースチー - レトフラド - カルロフ
1時間に1本の運行だが、東へ行くほど本数が漸減し、レトフラド - カルロフ間は1-2時間間隔での運行となる。カルロフ - ドヴール間は休日のみ一日1往復の運行で、平日は運休する。
過去の運行本数：
2014年以前は、ウースチー - リフコフ間に、1-2時間に1本の運行であった。また、一部がチェルノヴィール、ランシペルク、フナートニツェを通過していた。
2014年末に、快速列車休止により、ポーランド国鉄276号線のヴロツワフまで直通する列車が設定された。
2016年末に、ヴロツワフへの直通列車がなくなり、ポーランド国鉄276号線の直通先はミェンヅィレシェまでとなった。
2017年末に、半数弱がレトフラド以西で快速運転を行う様になった。
2019年末に、リフコフで分かれていた運転系統を統合。パターンダイヤ化が行われた他、大部分が各駅停車となり、レトフラド以西は1時間に1本、カルロフ以東は2時間に1本の運行となった。また、ポーランド国鉄276号線への直通を休止した。カルロフ - ドヴール間は、下記の区間運転の列車と合わせ、休日のみ2-3時間間隔の運行であった。
2020年末に、カルロフ以南の列車が大幅に削減され、休日のみ一日1往復（土曜は2往復）となった。
2021年末に、カルロフ以南は土曜・休日とも一日1往復となった。
2025年度より、カルロフ - ドヴール間の運行を休止した。また、一部のクラーリーキ止まりの列車がカルロフまで運行区間を延長した。全列車、各駅停車となった。

- ウースチー - ドルニー・リプカ - ハヌショヴィツェ　【土曜・休日および夏季平日運行】
一日4往復の運行。西行1本のみ、ドルニー・リプカ止まりとなる。夏季の平日は一日3往復のみ運行する。
過去の運行形態：
2017年以前は、ドルニー・リプカ - ハヌショヴィツェ間に普通列車として、通年土曜・休日のみ運行していた。2～3往復がリフコフまで直通し、レトフラドまで直通する便もあった。
2018年度に、1往復が快速に置き換えられた。快速はウースチー - ドルニー・リプカ - ハヌショヴィツェ、ムリーニツキー・ドヴールの区間で運行され、ドルニー・リプカ以東で分割していた。快速の停車駅は、レトフラド、ヤブロンネー、チェホニーン、ムラドコフとドルニー・リプカ以東の各駅で、西行に限ってリフコフにも停車していた。普通は、ハヌショヴィツェ行片道1本がリフコフ始発である他は、クラーリーキ方面と直通する様になった。
2019年度に、ハヌショヴィツェ方面の快速が、ドルニー・リプカ以東で普通格下げとなった（リプカ以西では快速のまま）。
2020年度に、LEOエクスプレス・テンダーズ社に運行が移管され、一日あたり普通のみ4往復となり、1往復がリフコフ、3往復ウースチー以東の運行となった。一方、クラーリーキ方面への直通を取りやめた。停車駅は快速相当となり、チェホニーンとムラドコフが通過となった他、上下ともドルニー・リブハヴィ、ドルニー・ドブロウチ、リフコフ停車となった。
2021年度に、ハヌショヴィツェ発リフコフ行がドルニー・リプカ行に短縮され、一方東行は全列車がウースチー始発となった。チェホニーンとムラドコフは再び全列車停車となった他、日曜日の朝1本のみ各駅停車となった。
2022年度に、快速に再び格上げされた他、全列車快速運転となり、また夏季は平日も一日3往復運行となった。
2023年度に、ヴェルムニェルジョヴィツェ停車となった。
2025年度より各駅停車の普通列車となり、リフコフ - ハヌショヴィツェ間に4時間間隔で一日3往復、春・夏の土曜・休日に限り追加でレトフラド - ハヌショヴィツェ間に一日3往復の運行となった。

- 過去の運行系統
  - ドルニー・リプカ - ムリーニツキー・ドヴール　【土曜・休日運行】
2014年以前は、リフコフ - モラフスキー・カルロフ間に、2時間に1本の運行していた。休日のみ、うち3往復がムリーニツキー・ドヴールに直通していた。
2014年末に、カルロフ以南も2時間に1本程度の運行となった。
2015年末に、ムリーニツキー・ドヴール - シチーティ間で運行を再開し、一日あたり平日3往復、休日2往復がシチーティまで直通する様になった。
2017年末に、カルロフ - ムリーニツキー・ドヴール間で減便が行われ、一日4-6往復まで削減された。
2018年末に、ムリーニツキー・ドヴール以南運行休止。カルロフ - ムリーニツキー・ドヴール間はさらに減便され、快速と合わせて一日4往復の運行となった。
2019年末に、大部分がリフコフ以西の列車と直通する様になった。区間運転列車は、ドヴール → ドルニー・リプカ間に、休日のみ一日片道2本が残された。
2020年末に、一日3往復に増発された。ドルニー・リプカで、ウースチー方面行の快速に接続していた。
2024年度限りで運行休止。

### 臨時列車
- クラーリツキー・スニェジニーク号
蒸気機関車、または旧型気動車。トルジェボヴァー - ウースチー - ドルニー・リプカ - ハヌショヴィツェ間に、夏季の土曜日のみ一日1往復の運行。ウースチー以西は010号線に直通する。024号線内では、ランシペルク、ドルニー・デブロウチ、レトフラド、ヤブロンネーとチェホニーン - ハヌショヴィツェ間の各駅に停車する（ただしヴラスケーとポドレシーは通過）。

- ミクラーシュ号
蒸気機関車。年に1日のみ、レトフラド - ドルニー・リプカ間に一日1往復運行する。途中、ヤブロンネーとリフコフにのみ停車する。
2022年以前は、ヤムネー以外の各駅に停車していた。

### 過去の運行種別
- 快速「LEOエクスプレス・テンダーズ(LET)」
  - LEOエクスプレス・テンダーズ・オルリツェ号：　リフコフ → ウースチー → プラハ　【平日運行】
2017年末に、快速「スピェシニー(Sp)」、オルリツェ号として、朝の上り1便のみ運行開始。停車駅は、ランシペルクとドルニー・ドブロウチ以東の各駅であった。ウースチー以西は010号線に直通していた。
2018年末に、ランシペルク通過、ドルニー・リプハヴィ停車となった。
2019年末に、運行事業者変更に伴い快速「LEOエクスプレス・テンダーズ(LET)」に種別変更され、またヤブロンネー以西は一日1往復の運行となった。愛称名も現在のものとなった。当初、夜の下りはドルニー・リブハヴィ、ドルニー・ドブロウチ、ヴェルムニェルジョヴィツェを通過していた。
2020年末に、上下とも、ドルニー・リブハヴィとドルニー・ドブロウチ停車となった他、東行はレトフラドまで短縮された。
2021年末に、東行の運行を取りやめた。
2025年度より、西行も運行を取りやめた。
  - 021号線直通列車：　カルロフ - レトフラド - フラデツ・クラーロヴェー
レトフラド以西は021号線に直通していた。
2014年以前は、フラデツ→ヤブロンネー間に、平日のみ一日片道1本が運行していたが、2015年以降、普通列車に格下げとなった。
2018,19年度に、カルロフ→フラデツ間に、平日のみ、朝に一日1本が運行していた。リフコフ以東は各駅停車で、途中、ムラドコフ、チェホニーン、ヤムネーを通過していた。2019年度はヤムネーにも停車していた。
  - LEOエクスプレス・テンダーズ・オルリツェ号：　プラハ - ウースチー - リフコフ
2016年末に、普通列車として、リフコフ始発の片道のみ運行を開始した。ドルニー・ドブロウチ - ウースチー間ノンストップで、他は各駅に停車していた。ウースチー以西は010号線に直通していた。
2017年末に、快速「スピェシニー(Sp)」、グラツェンシス号に格上げされ、土曜・休日一日1往復の運行となった。概ね快速相当に停車駅になったが、ドルニー・リプハヴィ、ヤムネーを通過し、リフコフ方面行に限ってヴェルムニェルジョヴィツェに停車していた。
2018年末に、愛称名がキシペルク号に改称された。
2019年末に、運行事業者変更に伴い快速「LEOエクスプレス・テンダーズ(LET)」に種別変更され、各駅停車となった。愛称名も「LEOエクスプレス・テンダーズ・オルリツェ」となった。本数は、金曜日に西行1本、土曜・休日に一日1往復であった。
2020年末に休止。
  - LEOエクスプレス・テンダーズ・オルリツェ号：　プラハ → ウースチー → レトフラド　【日曜運行】
日曜日に、一日1本運行していた。ウースチー以西は010号線から直通していた。各駅に停車していた。
2020,21年度に限り運行していた。

## 駅一覧
以下では、チェコ国鉄024号線の駅と営業キロ、停車列車、接続路線などを一覧表で示す。
- ■印：全列車停車
- ●印：大部分停車、一部通過
- ○印：大部分通過、一部停車
- ｜印：全列車通過

### ウースチー・ナド・オルリチー - ムリーニツキー・ドヴール間
ドヴール - シチーティ間は2019年度より、カルロフ - ドヴール間は2025年度より定期列車が運行していない。
| 路線名 | 駅名                                               | 駅間営業キロ | 累計営業キロ        | 累計営業キロ      | 累計営業キロ      | Sp | LET | Os | 接続路線                                         | 所在地           | 所在地                         |
| ------ | -------------------------------------------------- | ------------ | ------------------- | ----------------- | ----------------- | -- | --- | -- | ------------------------------------------------ | ---------------- | ------------------------------ |
| 024    | ウースチー・ナド・オルリチー駅                     |              | レトフラドから 13.7 |                   | 下リプカから 39.3 | ■  | ■   | ■  | 010号線 （プラハ方面、ブルノ方面、ズリーン方面） | パルドゥビツェ州 | ウースチー・ナド・オルリチー郡 |
| 024    | ドルニー・リブハヴィ駅                             | 3.0          | 10.7                |                   | 36.3              | ■  | ■   | ■  |                                                  | パルドゥビツェ州 | ウースチー・ナド・オルリチー郡 |
| 024    | チェルノヴィール駅                                 | 2.3          | 8.4                 |                   | 34.0              | ｜ | ｜  | ■  |                                                  | パルドゥビツェ州 | ウースチー・ナド・オルリチー郡 |
| 024    | ランシペルク駅                                     | 1.8          | 6.6                 |                   | 32.2              | ｜ | ｜  | ■  |                                                  | パルドゥビツェ州 | ウースチー・ナド・オルリチー郡 |
| 024    | フナートニツェ駅                                   | 1.4          | 5.2                 |                   | 30.8              | ｜ | ｜  | ■  |                                                  | パルドゥビツェ州 | ウースチー・ナド・オルリチー郡 |
| 024    | ドルニー・ドブロウチ駅                             | 1.6          | 3.6                 |                   | 29.2              | ■  | ■   | ■  |                                                  | パルドゥビツェ州 | ウースチー・ナド・オルリチー郡 |
| 024    | レトフラド駅                                       | 3.6          | 0.0                 | フルメツから 90.0 | 25.6              | ■  | ■   | ■  | 021号線（フラデツ方面）                          | パルドゥビツェ州 | ウースチー・ナド・オルリチー郡 |
| 024    | ヴェルムニェルジョヴィツェ駅                       | 5.1          | 5.1                 | 95.1              | 20.5              | ■  | ■   | ■  |                                                  | パルドゥビツェ州 | ウースチー・ナド・オルリチー郡 |
| 024    | ヤブロンネー・ナド・オルリチー駅                   | 4.2          | 9.3                 | 99.3              | 16.3              | ■  | ■   | ■  |                                                  | パルドゥビツェ州 | ウースチー・ナド・オルリチー郡 |
| 024    | ヤムネー・ナド・オルリチー駅                       | 1.7          | 11.0                | 101.0             | 14.6              | ｜ | ■   | ■  |                                                  | パルドゥビツェ州 | ウースチー・ナド・オルリチー郡 |
| 024    | チェホニーン駅                                     | 3.7          | 14.7                | 104.7             | 10.9              | ■  | ■   | ■  |                                                  | パルドゥビツェ州 | ウースチー・ナド・オルリチー郡 |
| 024    | ムラドコフ駅                                       | 3.5          | 18.2                | 108.2             | 7.4               | ■  | ■   | ■  |                                                  | パルドゥビツェ州 | ウースチー・ナド・オルリチー郡 |
| 024    | リフコフ駅                                         | 2.6          | 20.8                | 110.8             | 4.8               | ■  | ■   | ■  | ポーランド国鉄276号線（ヴロツワフ方面）          | パルドゥビツェ州 | ウースチー・ナド・オルリチー郡 |
| 024    | ドルニー・リプカ駅                                 | 4.8          | 25.6                |                   | 0.0               | ■  |     | ■  | ハヌショヴィツェ方面                             | パルドゥビツェ州 | ウースチー・ナド・オルリチー郡 |
| 024    | クラーリーキ停留所                                 | 2.1          | 27.7                |                   | 2.1               |    |     | ■  |                                                  | パルドゥビツェ州 | ウースチー・ナド・オルリチー郡 |
| 024    | クラーリーキ駅                                     | 1.0          | 28.7                |                   | 3.1               |    |     | ■  |                                                  | パルドゥビツェ州 | ウースチー・ナド・オルリチー郡 |
| 024    | ドルニー・オルリツェ駅                             | 1.8          | 30.5                |                   | 4.9               |    |     | ■  |                                                  | パルドゥビツェ州 | ウースチー・ナド・オルリチー郡 |
| 024    | チェルヴェナー・ヴォダ駅                           | 2.4          | 32.9                |                   | 7.3               |    |     | ■  |                                                  | パルドゥビツェ州 | ウースチー・ナド・オルリチー郡 |
| 024    | チェルヴェナー・ヴォダ・ポド・ロズフレドノウ駅(*1) | 1.4          | 34.3                |                   | 8.7               |    |     | ■  |                                                  | パルドゥビツェ州 | ウースチー・ナド・オルリチー郡 |
| 024    | モラフスキー・カルロフ駅                           | 1.1          | 35.4                |                   | 9.8               |    |     | ■  |                                                  | パルドゥビツェ州 | ウースチー・ナド・オルリチー郡 |
| 024    | ビーラー・ヴォダ駅                                 | 1.1          | 36.5                |                   | 10.9              |    |     |    |                                                  | パルドゥビツェ州 | ウースチー・ナド・オルリチー郡 |
| 024    | ムリーニツキー・ドヴール駅                         | 1.6          | 38.1                |                   | 12.5              |    |     |    |                                                  | パルドゥビツェ州 | ウースチー・ナド・オルリチー郡 |
| 024    | ヘロルチツェ駅                                     | 1.6          | 39.7                |                   | 14.1              |    |     |    |                                                  | オロモウツ州     | シュンペルク郡                 |
| 024    | シチーティ駅                                       | 2.3          | 42.0                |                   | 16.4              |    |     |    |                                                  | オロモウツ州     | シュンペルク郡                 |

(*1) 2015年9月に開業。

### ドルニー・リプカ - ハヌショヴィツェ間
快速も含め、全て各駅停車である。
| 路線名 | 駅名                           | 駅間営業キロ | 累計営業キロ            | 累計営業キロ             | 接続路線                                                | 所在地           | 所在地                         |
| ------ | ------------------------------ | ------------ | ----------------------- | ------------------------ | ------------------------------------------------------- | ---------------- | ------------------------------ |
| 024    | ハヌショヴィツェ駅             | -            | シテルンベルクから 70.1 | ハヌショヴィツェから 0.0 | 292号線、294号線                                        | オロモウツ州     | シュンペルク郡                 |
| 024    | ヴラスケー駅                   | 3.4          | 73.5                    | 3.4                      |                                                         | オロモウツ州     | シュンペルク郡                 |
| 024    | ポドレシー駅                   | 4.1          | 77.6                    | 7.5                      |                                                         | オロモウツ州     | シュンペルク郡                 |
| 024    | チェルヴェニー・ポトク駅       | 6.6          | 84.2                    | 14.1                     |                                                         | パルドゥビツェ州 | ウースチー・ナド・オルリチー郡 |
| 024    | プロストルジェドニー・リプカ駅 | 2.4          | 86.6                    | 16.5                     |                                                         | パルドゥビツェ州 | ウースチー・ナド・オルリチー郡 |
| 024    | ドルニー・リプカ駅             | 3.7          | 90.3                    | 20.2                     | カルロフ方面                                            | パルドゥビツェ州 | ウースチー・ナド・オルリチー郡 |
| 024    | リフコフ駅                     | 4.8          | 95.1                    | 25.0                     | ウースチー方面 ポーランド国鉄 276号線（ヴロツワフ方面） | パルドゥビツェ州 | ウースチー・ナド・オルリチー郡 |